# Hedemora och Garpenbergs tingslag
Hedemora och Garpenbergs tingslag var ett tingslag i sydöstra Dalarna i Kopparbergs län. 
Tingslaget bildades 1860 och upphörde 1 september 1907 då verksamheten överfördes till Hedemora tingslag. 
Tingslaget hörde till Hedemora domsaga.

## Socknar
Tingslaget omfattade följande socknar: 
- Garpenbergs socken hörde innan 1860 till Folkare tingslag
- Hedemora socken